# Cyril Féraud
Cyril Féraud   (Dinha, 15 de març de 1985) és presentador de la televisió francesa.

## Carrera
La carrera televisiva de Féraud va començar l'any 2004, quan va conduir els programes Zapping Zone i Art Attack per a la secció francesa de Disney Channel, després es va traslladar a France 3 i va conduir el programa Milles Familles. També va ser l'amfitrió dels Premis Kids' Choice per a la secció francesa de Nickelodeon.
L'any 2006 es va incorporar a Europe 1 com a discjòquei juntament amb Jean-Marc Morandini, presenta la Loteria francesa (similar a EuroMillions ) per a France 2 des d'octubre de 2008.
Des d'octubre de 2009, acull l'espectacle francès Slam a France 3, prenent el relleu de Thierry Beccaro, que va ser l'amfitrió anterior. Va acollir el Sidaction 2010, juntament amb Patrick Sabatier.
Va ser l'amfitrió de la versió francesa de Pointless, sota el nom de Personne n'y avait pensé entre el 16 de juliol de 2011 i el 22 de gener de 2021. El 23 de juliol de 2011, Féraud va participar en la sèrie francesa de Fort Boyard, com a concursant per primera vegada. El 19 de desembre de 2011, va presentar per segon any The Great Bloopers per France 3, des de l'Illa de la Reunió.

### Eurovisió
Després de saber els resultats francesos en el 2011, Féraud va facilitar els comentaris de France 3 pel Festival de la Cançó d'Eurovisió 2011 de Bakú el 26 de maig de 2012 i va estar acompanyat per Mireille Dumes. Féraud i Dumes van tornar a fer els comentaris per França el 2013, i novament pel Festival de la Cançó d'Eurovisió 2014 el 10 de maig de 2014, aquesta vegada amb Natasha St-Pier.

## Filmografia

### Televisió
| Any                              | Títol                                                   | Canal              | Funció               | Nota(s)                                                              |
| -------------------------------- | ------------------------------------------------------- | ------------------ | -------------------- | -------------------------------------------------------------------- |
| 2004                             | Atac d'art                                              | Disney Channel     | Presentador          |                                                                      |
| 2004–2005                        | Zapping Zone                                            | Disney Channel     | Presentador          |                                                                      |
| 2008–2011                        | Lotus                                                   | France 2           | Presentador          |                                                                      |
| 2009                             | Morandini!                                              | Direct 8           | Panellist            |                                                                      |
| 2009                             | Sidacción                                               | France 2           | Presentador          |                                                                      |
| 2009–present                     | Slam                                                    | France 3           | Presentador          |                                                                      |
| 2010                             | Les Repartiment du Rire spéciale Sidaction              | France 2           | Presentador          | Horari principal                                                     |
| 2010–2011                        | Le Tournoi d'orthographe                                | France 3           | Presentador          | Horari principal                                                     |
| 2010–2011                        | Le Grand Bêtisier                                       | France 3           | Presentador          | Horari principal                                                     |
| 2011                             | Le Grand Jeu                                            | France 3           | Presentador          | Horari principal                                                     |
| 2011–2021                        | Personne n'y avait pensé!                               | France 3           | Presentador          |                                                                      |
| 2011                             | Festival de la Cançó d'Eurovisió                        | France 3           | Portaveu francès     |                                                                      |
| 2012–2014                        | Festival de la Cançó d'Eurovisió                        | France 3           | Comentarista francès | Només final; amb Mireille Dumes (2012–2013) i Natasha St-Pier (2014) |
| 2012–2014                        | 300 choeurs per + de Dv                                 | France 3           | Presentador          | Horari principal                                                     |
| 2013–present                     | Festival Internacional de Circ de Montecarlo            | France 3           | Presentador          |                                                                      |
| 2014                             | Le Grand Bêtisier de Noël                               | France 3           | Presentador          | Horari principal                                                     |
| 2015–2016                        | Village Départ                                          | France 3           | Editorialista        |                                                                      |
| 2009–2010,2012–2013,2017–present | Téléthon                                                | France 2, France 3 | Presentador          |                                                                      |
| 2015–present                     | Le Grand Spectacle du Festival interceltique de Lorient | France 3           | Presentador          | Horari principal                                                     |
| 2015–present                     | Le Grand Slam                                           | France 3           | Presentador          |                                                                      |
| 2017–2018                        | Âge tendre, la tournée des idoles                       | C8                 | Presentador          | Horari principal                                                     |
| 2017–present                     | Musiques en Fête                                        | France 3           | Presentador          | Horari principal                                                     |
| 2018                             | La Folie Offenbach                                      | France 3           | Presentador          | Horari principal                                                     |
| 2018–present                     | La Carte aux trésors                                    | France 3           | Presentador          | Horari principal                                                     |
| 2018                             | La Grande Parade des Nations Celtes                     | France 3           | Presentador          |                                                                      |
| 2020                             | Victoires de la musique                                 | France 2           | Presentador          |                                                                      |
| 2020–present                     | Fort Boyard                                             | France 2           | Cyril Gossbo         | Slaïme i Bingo'ssbo                                                  |
| 2020                             | Le Grand Concours des Régions: spécial Cuisine          | France 3           | Presentador          |                                                                      |
| 2021                             | Espectacularitat                                        | France 2           | Co-Presenter         | Amb Jean--Marc Généreux                                              |
| 2021                             | Le Quiz facis champions                                 | France 2           | Presentador          |                                                                      |